# Actuación del método

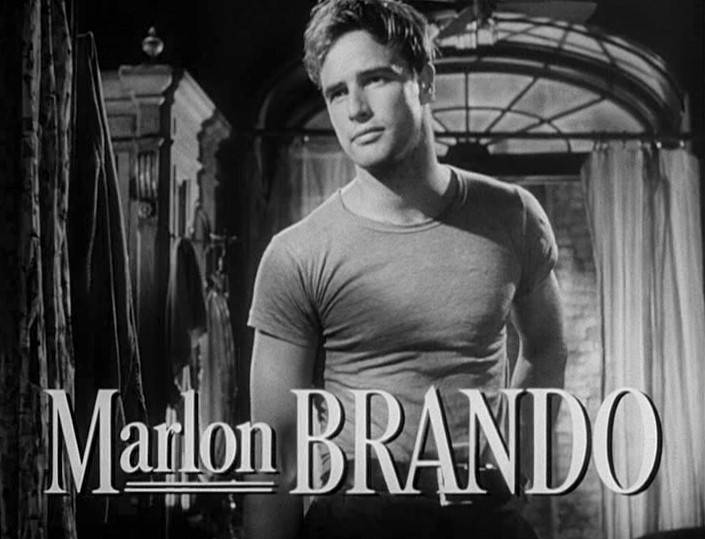
La actuación de Marlon Brando en la película de Elia Kazan Un tranvía llamado Deseo ejemplificó el poder de la actuación en el cine basada en el sistema Stanislavski.

La actuación de método, conocida popularmente como «el Método», es un conjunto de técnicas y ensayos que buscan fomentar actuaciones teatrales sinceras y emocionalmente expresivas, formuladas por diferentes profesionales del teatro. Estas técnicas se basan en el sistema Stanislavski, desarrollado por el actor y director ruso Konstantín Stanislavski y dejado por escrito en sus libros Un actor se prepara (1936), La construcción del personaje (1948) y Creando un rol (1957).
De acuerdo con el director de escena Harold Clurman, es tanto un «medio de entrenamiento de los actores como una técnica para el uso de los actores en su trabajo en papeles». Esta técnica combina el trabajo sobre el papel con énfasis en la investigación y experimentación de la vida del personaje, y el trabajo sobre uno mismo, haciendo hincapié en la implicación personal del actor y su responsabilidad respecto a la memoria, experiencia y visión del mundo.
Lee Strasberg sostiene que todos los grandes actores «trabajan en dos esferas: el trabajo del actor sobre sí mismo y el trabajo del actor sobre el papel». En el proceso de este trabajo, «un aspecto del arte del actor puede enfatizarse temporalmente a expensas del otro, pero antes de que se pueda crear una imagen convincente sobre el escenario ambos deben ser dominados».
La actriz Stella Adler hace notar que el actor tiene que ponerse en las circunstancias de la obra y trabajar desde sí mismo. En sus palabras: «Define la diferencia entre tu comportamiento y el del personaje, encuentra toda justificación para las acciones del personaje, y luego continúa desde ahí para actuar desde ti mismo, sin pensar dónde termina tu acción personal y empieza la del personaje».

## Del «sistema» al «método»

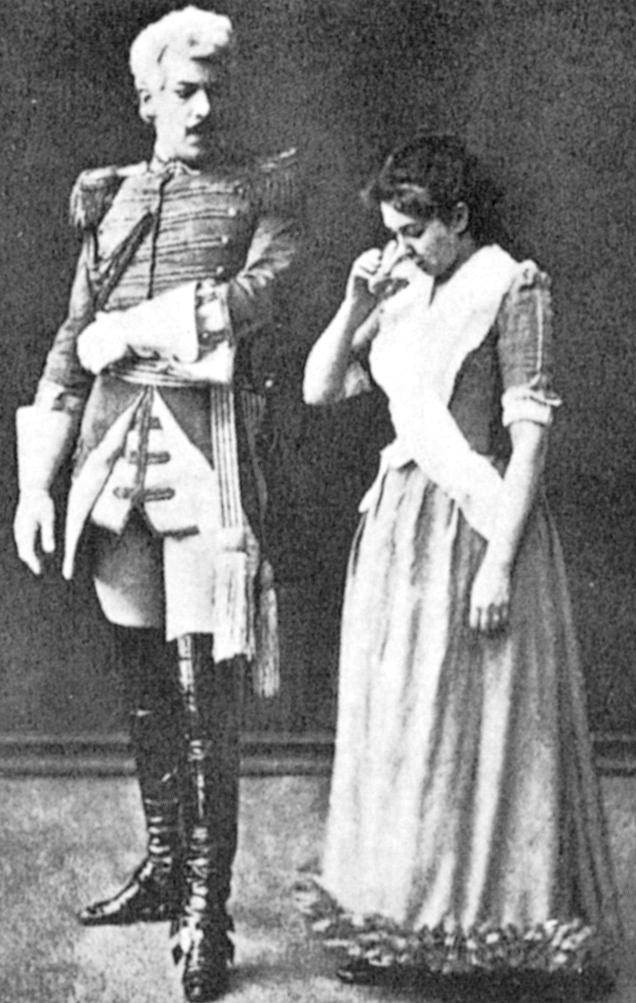
Stanislavski con su futura esposa María Lílina actuando como Ferdinand y Louise en la producción de la Sociedad de Artes y Letras de Intriga y Amor de Schiller en 1889.

«El Método» nace a raíz del «sistema» de actuación desarrollado por el practicante de teatro ruso Konstantín Stanislavski. En las primeras tres décadas del siglo XX, Stanislavski organizó sus técnicas de entrenamiento, preparación y ensayo en una metodología coherente y sistemática. El Método se construyó sobre 
1. el enfoque «centrado en el director» de la Compañía Meiningen, la cual tenía una estética unificada y disciplinada;
2. el realismo «centrado en el actor» del teatro Maly; y
3. la puesta en escena naturalista de André Antoine y el movimiento teatral independiente.[3]

El sistema cultiva lo que Stanislavski llama el «arte de experienciar», que contrasta con el «arte de la representación». Moviliza el pensamiento consciente y la voluntad del actor para activar otros procesos psicológicos menos controlables como la experiencia emocional y el comportamiento subconsciente, con simpatía e indirectamente. Durante el ensayo, el actor busca motivos internos para justificar la acción y la definición de lo que el personaje busca lograr en un momento dado (una «tarea»). Más tarde, Stanislavski elaboró el «sistema» con un proceso de ensayo más físico conocido como «método de la acción física» («El Método»). Minimizando las discusiones en la mesa, alentó un «análisis activo», en el que se improvisa la secuencia de situaciones dramáticas. «El mejor análisis de una obra», argumentó Stanislavski, «es actuar en las circunstancias dadas».
Además de los primeros trabajos de Stanislavski, las ideas y técnicas de Yevgueni Vajtángov (un estudiante ruso-armenio que había muerto en 1922 a la edad de 39 años) también fueron una influencia importante en el desarrollo del Método. Los «ejercicios de objetos» de Vajtángov fueron desarrollados por Uta Hagen como un medio para la formación de actores y el mantenimiento de habilidades. Strasberg atribuyó a Vajtángov la distinción entre el proceso de Stanislavski de «justificar» el comportamiento con las fuerzas motrices internas que impulsan ese comportamiento en el personaje y el comportamiento «motivador» con experiencias imaginadas o recordadas relacionadas con el actor y sustituidas por aquellas relacionadas con el personaje. Después de esta distinción, los actores se preguntan «¿Qué me motivaría a mí, el actor, a comportarme como lo hace el personaje?» en lugar de la pregunta más stanislavskiiana: «Dadas las circunstancias particulares de la obra, ¿cómo me comportaría, qué haría, cómo me sentiría, cómo reaccionaría?».

## Emoción e imaginación
Entre los conceptos y técnicas del método de actuación se encuentran la sustitución, «hacer como si», la memoria sensorial, la memoria afectiva y el trabajo con animales (todos los cuales fueron desarrollados por primera vez por Stanislavski). Los actores del método contemporáneo a veces buscan ayuda psicológica en el desarrollo de sus roles.
En el enfoque de Strasberg, los actores hacen uso de las experiencias de sus propias vidas para acercarlos a la experiencia de sus personajes. Esta técnica, que Stanislavski llegó a llamar «memoria de la emoción» (Strasberg se refiere a ello frecuentemente como «memoria afectiva»), implica el recuerdo de sensaciones involucradas en experiencias que tuvieron un impacto emocional significativo en el actor. Sin fingir ni forzar, los actores permiten que esas sensaciones estimulen una respuesta e intenten no inhibirse.
El enfoque de Stanislavski rechazó la memoria emocional, excepto como último recurso y priorizó la acción física como un camino indirecto hacia la expresión emocional. Esto se puede ver en las notas de Stanislavki para Leonid Leonídov en el plan de producción para Otelo y en la discusión de Benedetti sobre su formación de actores en casa y más tarde en el extranjero. Stanislavski confirmó este énfasis en sus conversaciones con Harold Clurman a fines de 1935.
En el entrenamiento, a diferencia del proceso de ensayo, el recuerdo de sensaciones para provocar la experiencia emocional y el desarrollo de una experiencia ficticia vívidamente imaginada siguió siendo una parte central tanto de Stanislavski como de los diversos enfoques basados en el Método que se desarrollaron a partir de él.
Un concepto erróneo generalizado sobre la actuación del método, particularmente en los medios populares, equipara a los actores del método con los actores que eligen permanecer en el personaje incluso fuera del escenario o fuera de la cámara durante la duración de un proyecto. En su libro Un sueño de pasión: la elaboración del método (1988), Strasberg escribió que Stanislavski, al principio de su carrera como director, «requirió que sus actores vivan en el personaje fuera del escenario, pero los resultados nunca fueron completamente satisfactorios». Stanislavski experimentó con este enfoque en su propia actuación antes de convertirse en actor profesional y fundar el Teatro de Arte de Moscú, aunque pronto lo abandonó. Algunos actores del método emplean esta técnica, como Daniel Day-Lewis, pero Strasberg no lo incluyó como parte de sus enseñanzas y «no es parte del enfoque del Método».
Los estudiantes de Strasberg incluyeron muchos actores estadounidenses prominentes de la segunda mitad del siglo XX, incluidos Paul Newman, Al Pacino, George Peppard, Dustin Hoffman, James Dean, Marilyn Monroe, Jane Fonda, Jack Nicholson, Mickey Rourke, entre otros.

## Actores del método
La siguiente es una lista de actores renombrados que practican la actuación del método:
- Adam Driver[16]
- Adrien Brody[17]
- Al Pacino[18]
- Andie MacDowell[19]
- Andy Serkis[20]
- Angelina Jolie[21]
- Anne Bancroft[22]
- Anne Hathaway[23]
- Benedict Cumberbatch[24]
- Brad Pitt[25]
- Bryan Cranston[26]
- Choi Min-sik[27]
- Christian Bale[28]
- Daniel Day-Lewis[28]
- David Oyelowo[29]
- Dennis Hopper[30]
- Denzel Washington[31]
- Dilip Kumar[32]
- Dustin Hoffman[33]
- Ed Harris[34]
- Edward Norton[35]
- Eli Wallach[36]
- Eric Stoltz[37]
- Estelle Parsons[38]
- Forest Whitaker[39]
- Gary Oldman[40]
- George Peppard[41]
- Hilary Swank[17]
- Indira Varma[42]
- Irrfan Khan[43]
- Jack Nicholson[44]
- James Dean[45]
- James Franco[46]
- Jamie Foxx[47]
- James Gandolfini
- Jane Fonda[48]
- Jared Leto[49]
- Jeremy Irvine[50]
- Jim Carrey[51]
- Joaquin Phoenix[52]
- Johnny Depp[53]
- Judd Nelson[54]
- Julie Harris[55]
- Kamal Haasan[56]
- Karl Malden[57]
- Kate Winslet[58]
- Kevin Spacey[59]
- Lady Gaga[60]
- Leonardo DiCaprio[17]
- Lupita Nyong'o[61]
- Marilyn Monroe[62]
- Marlon Brando[63]
- Martin Sheen[64]
- Matt Damon
- Matthew McConaughey[65]
- Melissa Leo[66]
- Meryl Streep[67]
- Michael Caine[68]
- Michael Fassbender[69]
- Michael Ironside[70]
- Michelle Williams[71]
- Mickey Rourke[72]
- Montgomery Clift[73]
- Natalie Portman[74]
- Nawazuddin Siddiqui[75]
- Nicolas Cage[76]
- Paul Newman[77]
- Paula Beer[78]
- Peter Sellers[79]
- Philip Seymour Hoffman[80]
- Ralph Fiennes[81]
- Robert De Niro[82]
- Robert Downey Jr.[83]
- Sacha Baron Cohen[84]
- Sally Field[85]
- Sally Hawkins[86]
- Sean Penn[87]
- Shia LaBeouf[88]
- Sidney Poitier[77]
- Steve Buscemi[89]
- Timothée Chalamet[90]
- Tom Hanks[91]
- Tom Hardy[92]
- Warren Beatty[93]